# Nicolas Flamel

Chân dung Nicholas Flamel.

Nicolas Flamel ( âm tiếng Pháp:nikɔlɑ flaˈmɛl) (1330-1418) là một người Pháp thành công trong việc bán các bản viết tay về giả kim thuật. Ông là một nhà giả kim sống vào khoảng thế kỷ XV. Ông nổi tiếng vì đã làm việc với đá giả kim.
Theo tài liệu thu thập được, ông biết hầu hết các thuật giả kim do học được từ một người Do Thái và ông đã chép, sao lại chúng thành các bản viết tay và bán chúng trên con đường Santiago de Compostela. "Những người khác nghĩ ông đã xuất bản những tài liệu về thuật giả kim cổ và lưu hành chúng để mọi người dân có thể đọc"- Deborah Harkness nói ngắn gọn. Nhiều người khẳng định rằng những tài liệu về thuật giả kim này không có nguồn gốc rõ ràng. Bản chất danh tiếng của ông có được qua việc ông đã thành công trong hai mục đích huyền bí của giả kim thuật là:
- Dùng viên đá giả kim biến đá thành vàng.
- Đạt dược sự bất tử thông qua thuốc trường sinh bất tử(Elixir của sự sống).

## Cuộc sống của ông
Nicolas và vợ ông,Perenelle Flamel đã mộ đạo công giáo La Mã. Sau này, họ đã được ghi nhận về sự giàu có của họ. Họ đã làm từ thiện cũng như diễn giải nhiều về giả kim thuật ngày nay.
Nicolas đã đi tìm kiếm đá giả kim. Theo lời kể thì Nicolas đã có được một cuốn sách huyền bí từ xa xưa (được viết bởi một người Do Thái) từ tay một người lạ. Quyển sách được viết đầy bằng tiếng Do Thái và tiếng Hy Lạp. Vào năm 1378, ông tới Tây Ban Nha tìm sự hỗ trợ dịch thuật một quyển sách huyền bí 21 trang của Abraham, hay còn gọi là "The Codex"(Tức là bản chép tay). Nicolas đã dành cả đời mình để tìm hiểu và khám phá những bí mật xung quanh quyển sách này. Ông đã đến một trường đại học tại Andalusia để bàn luận với những nhà chức trách Do Thái và Hồi Giáo. Đến Tây Ban Nha, ông đã được một người dạy cho cách tìm hiểu những nghệ thuật ẩn chứa trong cuốn sách của ông. Flamel và vợ ông đã sử dụng những kiến thức có trong quyển sách, dùng đá giả kim tạo ra bạc vào năm 1382 và sau đó là vàng.
Trở về từ Tây Ban Nha, Nicolas nhanh chóng trở nên giàu có một cách khó hiểu. Ông mở bệnh viện và nhà thờ. Flamel sống đến năm 80 tuổi, và năm 1410, trên bia mộ của ông có khắc các dấu hiệu giả kim thuật phức tạp và các ký hiệu. Một số người tin rằng ông đã chết ngay sau khi bia mộ được tạo ra. Bia mộ này cho đến ngày nay vẫn được lưu giữ tại bảo tàng Cluny ở Paris.
Theo người dân kể, đã có một người dân muốn mua vàng uy tín của Flamel. Người này đã tìm đến nhà ông và thất vọng vì không thấy sự có mặt của Nicolas. Không nản lòng, người đó đã đào mộ của ông lên hòng cướp số vàng. Trong ngôi mộ đó, chẳng những không có vàng mà cũng không thấy thi thể của Nicolas đâu. Một số cho rằng đó là sự nhầm lẫn. Nhưng cũng có người cho rằng ông đã giả chết. Bằng chứng là sau năm 1410 rất lâu, vẫn thấy những quyển sách, những bản chép tay mang tên ông được rao bán trên phố.
Cuộc đời ông vô cùng huyền bí. Ngoài cuốn sách của Abraham, ông còn nghiên cứu một số văn bản tiếng Do Thái. Thế kỷ XIX, ông xuất hiện trong tác phẩm "Thằng gù nhà thờ Đức Bà" của Victor Hugo. Trong thế kỷ XXI, ông xuất hiện trong tập đầu của bộ truyện Harry Potter của J.K Rowling và trong suốt bộ truyên "Bí mật của Nicholas Flamel bất tử" của nhà văn Micheal Scott. Ngoài ra, ông còn xuất hiện trong tác phẩm "Mật mã Da Vinci. Ông cũng xuất hiện nhiều trong các chương trình TV như "Merlin" hay trong trò chơi "World of Warcraft".

## Cái chết
Cái chết của Flamel được ghi là năm 1418, nhưng ngôi mộ của ông trống không. Tin đồn lan truyền rằng Nicolas Flamel không thực sự chết và vẫn còn sống bất tử mãi cho đến ngày nay, kể từ khi người dân tuyên bố đã nhìn thấy ông và vợ ông lang thang khắp Paris. Các nhân chứng tuyên bố đã nhìn thấy Nicholas trong tại một rạp hát Opera tại Paris năm 1761.
Ngôi nhà của Nicolas Flamel, nơi ông sống với vợ ông, vẫn còn tồn tại cho đến ngày nay tại số 51 rue de Montmorency, và là ngôi nhà cổ nhất thành phố Paris. Tầng trệt của ngôi nhà hiện có một nhà hàng. Một đường của Paris gần bảo tàng Louve được theo đặt tên ông và con đường cắt chéo con đường đó mang tên Perenelle Flamel, vợ ông.

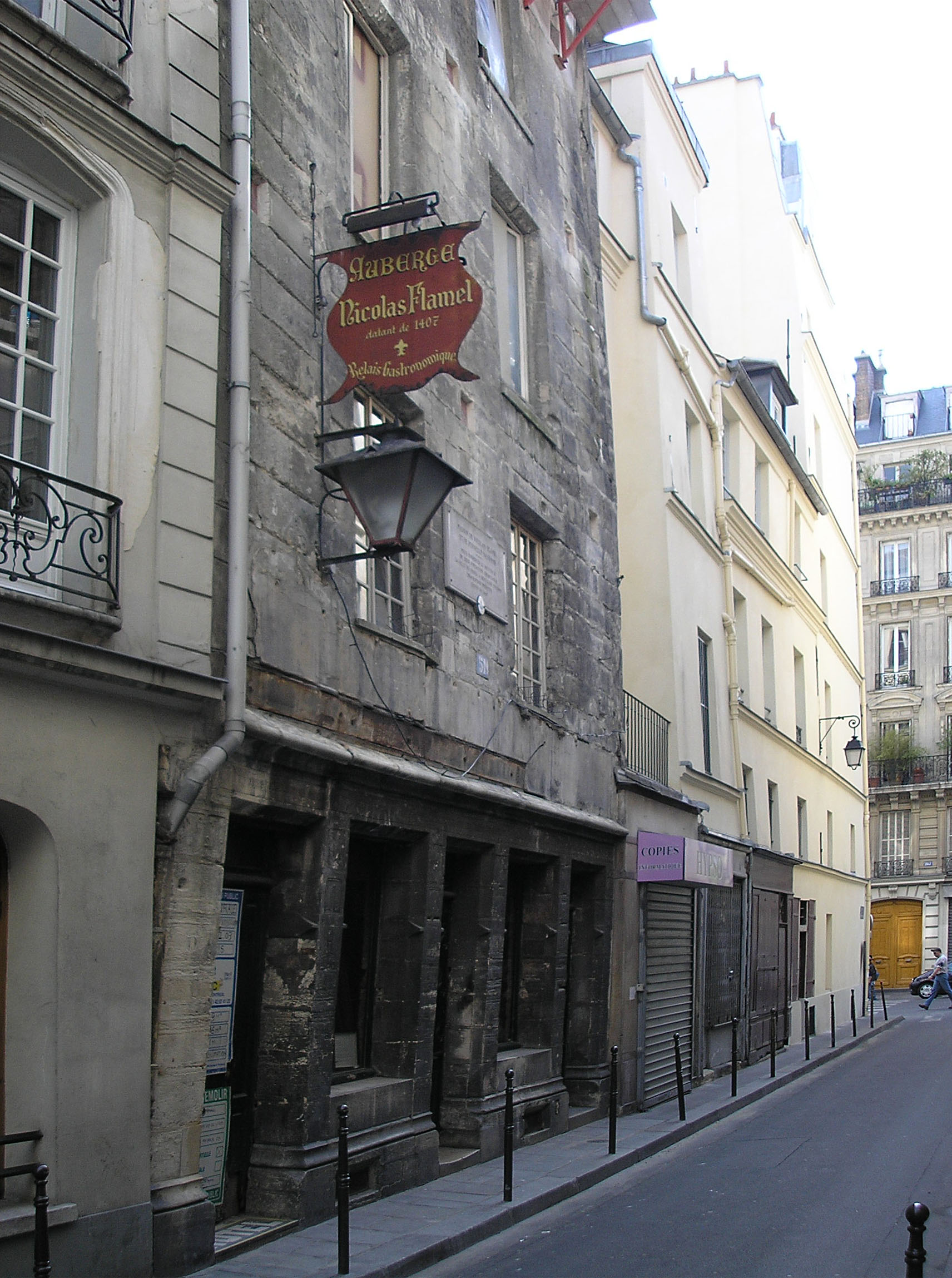
Nhà của Flamel tại Paris mà nay là một nhà hàng.
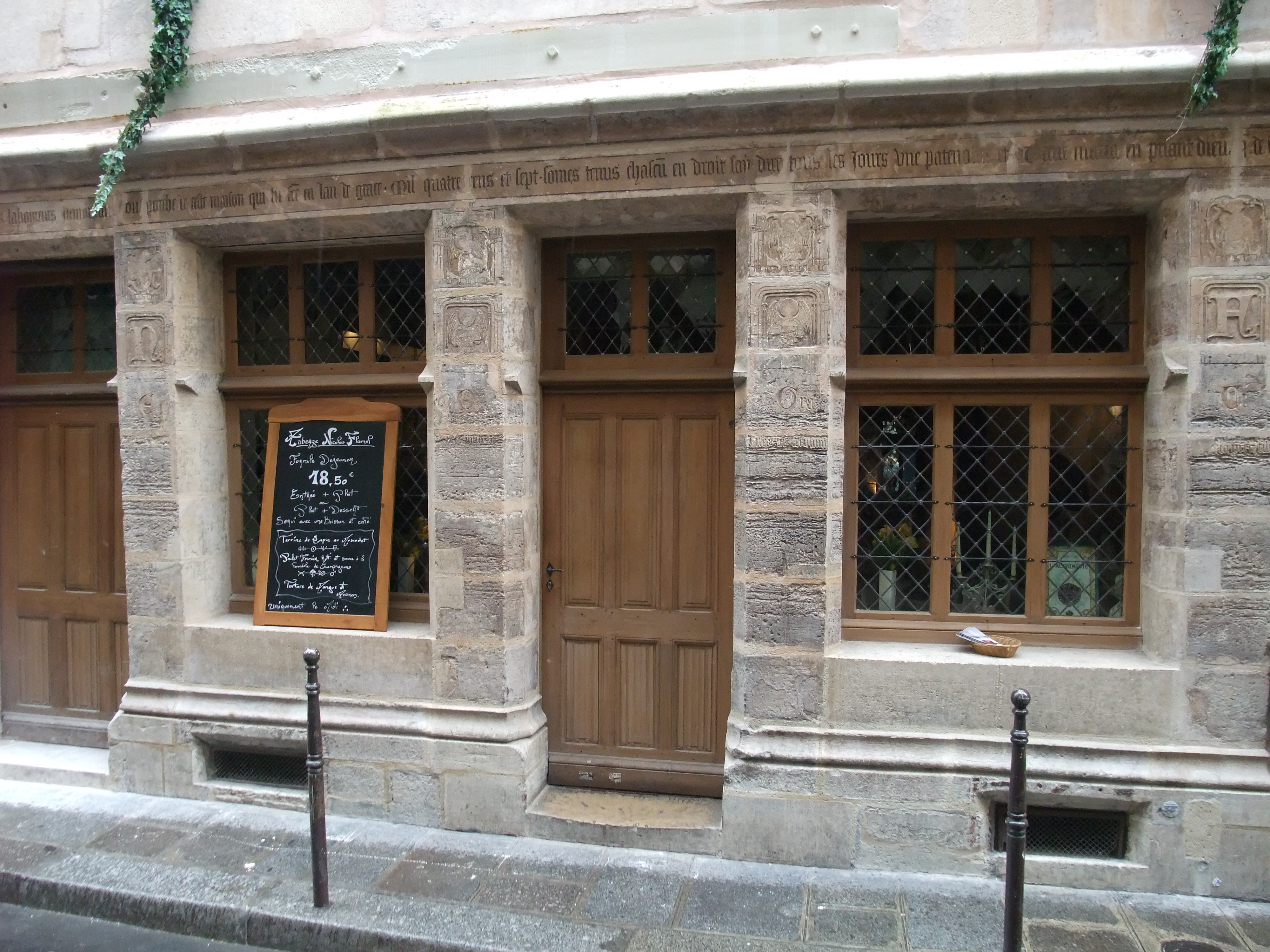
Bức ảnh khác của nhà hàng Auberge Nicolas Flamel, tháng 6 năm 2008.

## Trong văn hóa
- Trong cốt truyện của trò chơi trên PS2 "Shadow of Destiny", nhà giả kim bị ám ảnh bởi các chết của vợ và ông đi tìm đá giả kim để cứu sống vợ.
- Trong tập truyện "Harry Potter và hòn đá phù thủy" của J. K. Rowling, ông là nhân vật chủ chốt nhưng chưa từng xuất hiện. Theo truyện, ông là bạn của Albus Dumbledore và đã sống tới 665 năm.
- Ông là nhân vật chính xuyên suốt loạt truyện của Micheal Scott, "Bí mật của Nicholas Flamel bất tử".
- Ông là chủ đề trong bài thơ "Nicholas Flamel" của Micheal Roberts sáng tác năm 1930.